# Leonforte
Leonforte – miejscowość i gmina we Włoszech, w regionie Sycylia, w prowincji Enna.
Według danych na rok 2004 gminę zamieszkuje 14 145 osób, 170,4 os./km².

## Linki zewnętrzne

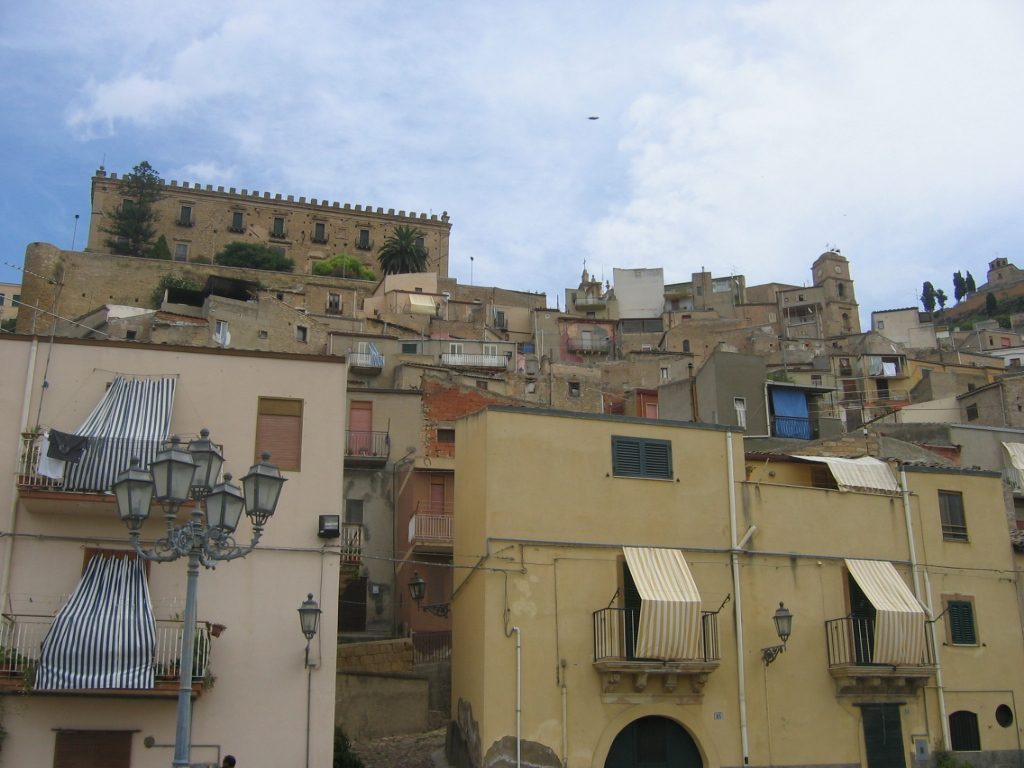